# Māra Lisenko
 (juillet 2022).
Māra Lisenko, née le 13 juin 1986 à Jurmala, en Lettonie, est une auteure-compositrice-interprète et chanteuse lettone. Elle est connue en tant que fondatrice du groupe Karmafree et est depuis 2018 leader du groupe de death metal MĀRA. Māra pratique principalement le growl, mais grâce à ses techniques vocales diversifiées, est également capable de chanter du clair voire du lyrique.

## Biographie
Māra est née le 13 juin 1986, dans la ville de Jurmala en Lettonie. En grandissant dans une famille de musiciens, elle est exposée à la musique dès son plus jeune âge. Sa mère, qui est également chanteuse, donne pour objectif à Māra d'égaler son niveau. Elle commence à se consacrer au growl à l'âge de 13 ans et rejoint son premier groupe seulement un an plus tard. 
En 2007, Māra fait des études dans la prestigieuse école Vocaltech de la Thames Valley University. Elle a la chance d'être entraînée par certains des plus grands coachs vocaux (en) dans le métal, tels queMelissa Cross (en), Mark Baxter ou encore Enrico H.Di Lorenzo. De plus, elle reçoit l'aide de chanteurs reconnus dans le monde du métal comme Derrick Green (Sepultura) ou bien encore Rafał Piotrowski (es) (Decapitated).
Depuis 2011, Māra est elle-même coach vocal. Elle donne des leçons sur Skype pour tous les niveaux, des débutants aux chanteurs expérimentés.
C'est en 2010, à Londres, en Angleterre, que Māra fonde avec son mari le groupe Karmafree. Il s'agit d'un duo, où Dmitry Lisenko joue la basse et Māra l’accompagne au chant. Le groupe évolue dans un style alternatif et implique leurs combats sociaux et politiques. En 2012, ils sortent leur premier EP.
Elle rejoint en 2015, un groupe letton de death mélodique nommé Ocularis Infernum. Le groupe sort un album en 2017 et n'est pour l'instant plus actif sur les réseaux sociaux depuis fin 2018.
En 2018, Māra commence son groupe actuel, appelé également MĀRA. Il s'agit d'un groupe de death, thrash et groove metal composé de 4 musiciens. Le groupe sort rapidement son premier EP, Therapy For An Empath, le 22 novembre 2018. Celui-ci est bien accueilli par les critiques, et gagne même le prix du meilleur album métal de l'année 2018 au Latvian Metal Music Awards. Māra y est également nommée comme meilleure chanteuse la même année. Le groupe réalise quelques concerts dans différents pays d'Europe tels qu'en France, Allemagne ou encore Angleterre. Le groupe dévoile finalement son deuxième EP, Self Destruct. Survive. Thrive! deux ans plus tard où y figure le chanteur de Soilwork, Bjorn Strid et Jeff Hughell (en) de Six Feet Under. 
Māra a récemment lancé, le 2 avril 2020, son propre Patreon pour y partager du contenu exclusif. Elle possède également une chaîne YouTube ou elle réalise des covers.

## Vie privée
Māra est mariée à Dmitry Lisenko. Elle vit en Espagne après avoir quitté l'Allemagne.
Max Cavalera, Sevendust et Korn lui ont donné l'envie de porter des dreadlocks.
Māra est vegan mais ne souhaite pas le mettre en avant sur les réseaux sociaux.

## Musiciens de MĀRA
- Māra Lisenko - Leader vocal
- Denis Melnik - Guitare
- Dmitry Lisenko - Basse
- Alberts Mednis - Batterie

## Discographie

### Avec Karmafree
- 2012 : Illusions (EP)

### Avec Ocularis Infernum
- 2017 : Expired Utopia

### Avec MĀRA
- 2018 : Therapy For An Empath (EP)
- 2020 : Self Destruct. Survive. Thrive! (EP)